# Apeadeiro de Alcainça-Moinhos
O apeadeiro de Alcainça - Moinhos, por vezes chamado de Alcainças, é uma infra-estrutura encerrada da Linha do Oeste, que servia as localidades de São Miguel de Alcainça e Moinhos, no Distrito de Lisboa, em Portugal.

## Descrição

### Localização e acessos
Esta interface situa-se a sudoeste da localidade nominal primária, distante do seu centro (R. Forno) cerca de quilómetro e meio. A localidade nominal secundária, Moinhos, situa-se a sul-sudoeste do apeadeiro, junto à via e a cerca de meio quilómetro ao longo desta (bem como a quase o dobro desta distância em acesso pedonal e, mais ainda, rodoviário); a Ribeira de Cheleiros corre próxima da linha, havendo próximo do apeadeiro um pontão sobre ela.
O par de paragens de camionagem mais próximo, na EN116, com acesso pela EM1199, dista do apeadeiro cerca de meio quilómetro.

### Infraestrutura
O edifício de passageiros situa-se do lado norte da via (lado esquerdo do sentido ascendente, para Figueira da Foz).

### Serviços
Em desuso comercial desde 2013, prevê-se desde 2019 a eliminação desta interface, com a modernização da Linha do Oeste.

## História

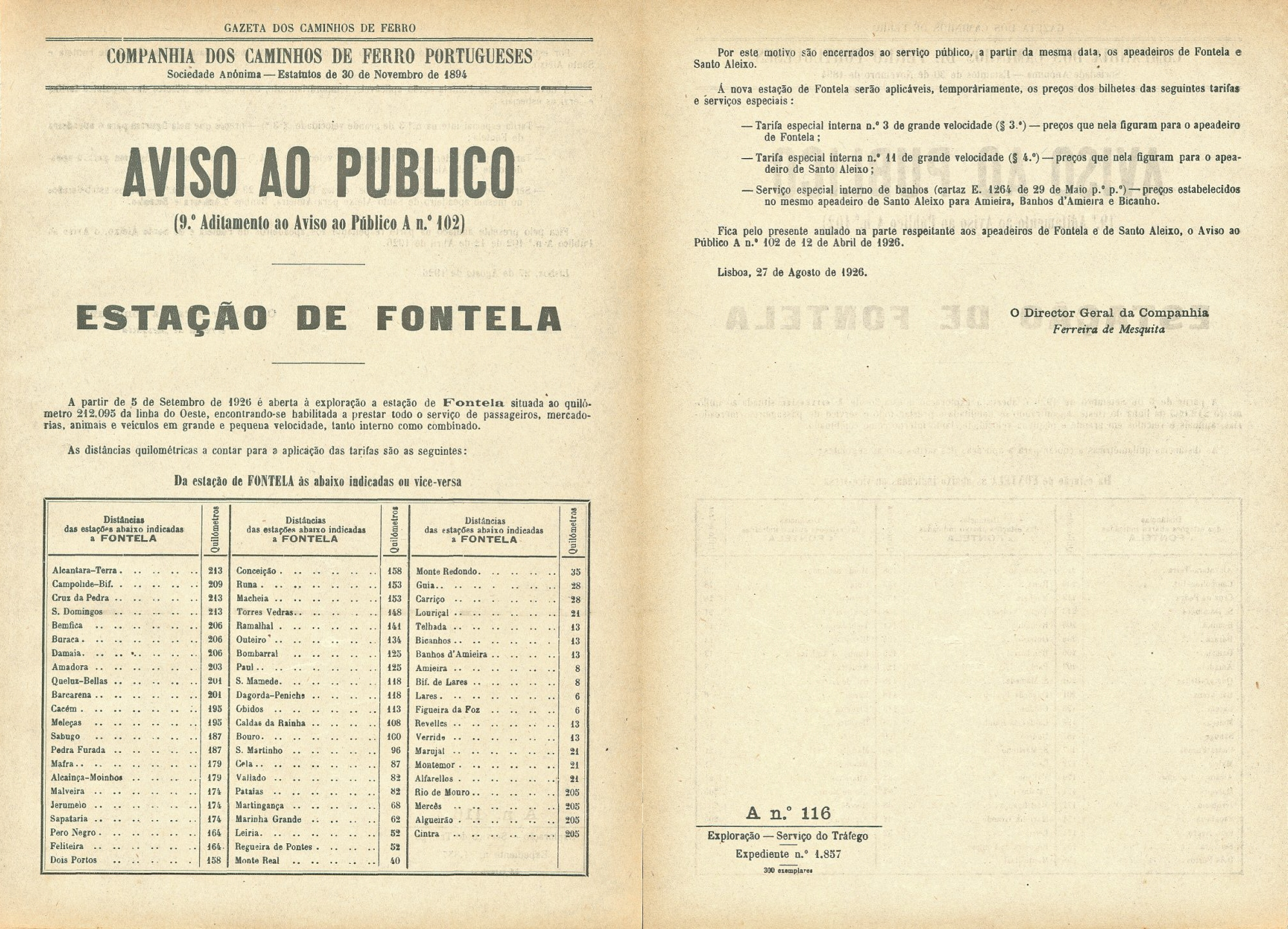
Aviso de 1926, onde se faz referência a Alcainça - Moinhos

Este apeadeiro faz parte do lanço da Linha do Oeste entre as estações de Agualva-Cacém e Torres Vedras, que foi aberto à exploração em 21 de Maio de 1887, pela Companhia Real dos Caminhos de Ferro Portugueses.
Pelo menos entre 1926 e 1934, este apeadeiro esteve encerrado, tendo um parecer relativo à sua reabertura sido homologado pelo Conselho Superior de Caminhos de Ferro nesse ano.
Em 8 de Setembro de 2013, fruto de nova alteração aos horários da Linha do Oeste, os comboios regionais deixaram de parar em Alcainça-Moinhos, sendo posteriormente utilizado apenas pontualmente, nomeadamente para embarque e desembarque de passageiros que realizam passeios pedestres na área em redor do apeadeiro.

Nos finais da década de 2010 foi finalmente aprovada a modernização e eletrificação da Linha do Oeste; o projeto de 2018 para o troço a sul das Caldas da Rainha refere a apenas a desativação deste apeadeiro, sem adiantar qualquer motivação. Não obstante, serão mantidas duas passagens de nível nas imediações do local do apeadeiro (aos PK 34+988, com estradão florestal, e PK 36+227, com a Rua de Santo António).